# Моріц Баттенберг
Моріц Баттенберг, KCVO, (Моріс Віктор Дональд, 3 жовтня 1891, Баллморал — 27 жовтня 1914, Зоннебеке) - член княжої сім'ї Гессіан Баттенберг і британської королівської сім'ї, молодший онук королеви Вікторії. Був відомий як принц Моріс Баттенберга протягом всього свого життя, так як помер до того, як британська королівська сім'я відмовилася від своїх німецьких назв під час Другої світової війни і Баттенберг змінила свою назву на Маунтбеттен.

## Ранні роки
Принц Моріц народився 3 жовтня 1891 року. Він отримав ім'я Мориц від свого батька принца Генрі Баттенберга і прадіда, граф Моріс фон Хауке, Віктор після своєї бабусі королеви і Дональд в честь Шотландії, так як він народився в замку Балморал. Його батько був принц Генрі Баттенберг, син князя Олександра Гессе і Рейном і Джулі Терези,  графині Хауке. Його мати була принцеса Генрі Баттенберг (уроджена принцеса Беатриса Великобританська), п'ята дочка і молодша  дитина королеви Вікторії і Альберта, принца-консорт.
Так як він був дитиною морганітичного шлюбу, Генріх Баттенберг прийняв свій титул як князь Баттенберг від своєї матері, графині Джулії Хауке, який був створений принцесою Баттенберг в її власному праві. Таким чином, Моріс був названий як ясновельможний Моріц Баттенберг від народження. У Сполученому Королівстві, він був відомий як Його Високість принц Моріс Баттенберг представлений під Королівський Орден королевою Вікторією в 1886 році.
Наймолодший з чотирьох його братів і сестер, Моріц був найбільш схожий на свого батька, який помер, коли принцу був тільки чотири. Стільки же років було його матері, коли помер її батько. Серед усіх своїх дітей, матір більше за всіх любила Морица. Він здобув освіту в школі  Locker Park Prep School в Хартфордшир.
Його старша сестра Вікторія Ежені Баттенберг одружиласяз  Альфонсо XIII Іспанським  і була королевою-консорт Іспанії між 1906 і 1931 рр.

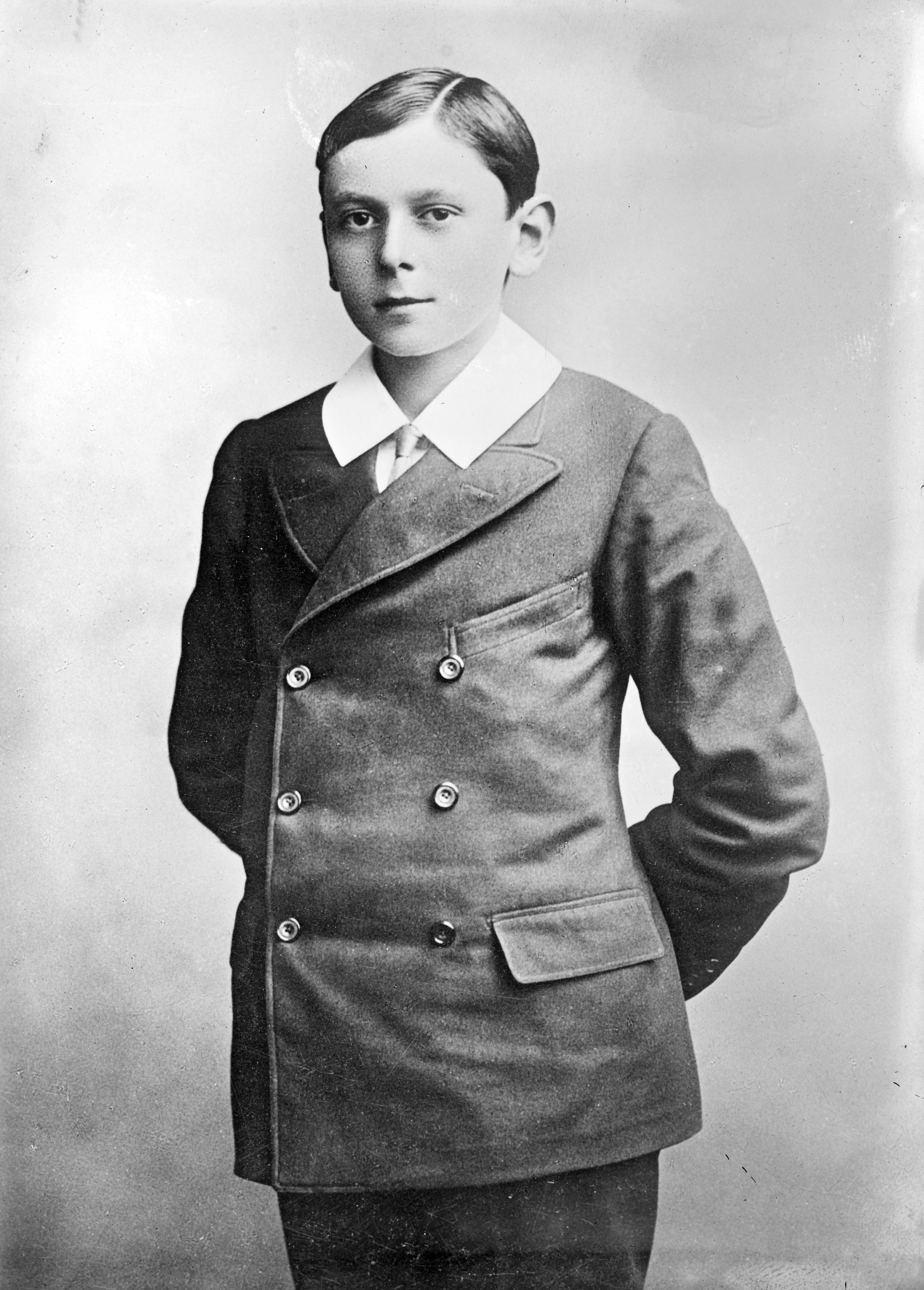
Молодий Моріц Баттенберг

## Військова служба та смерть

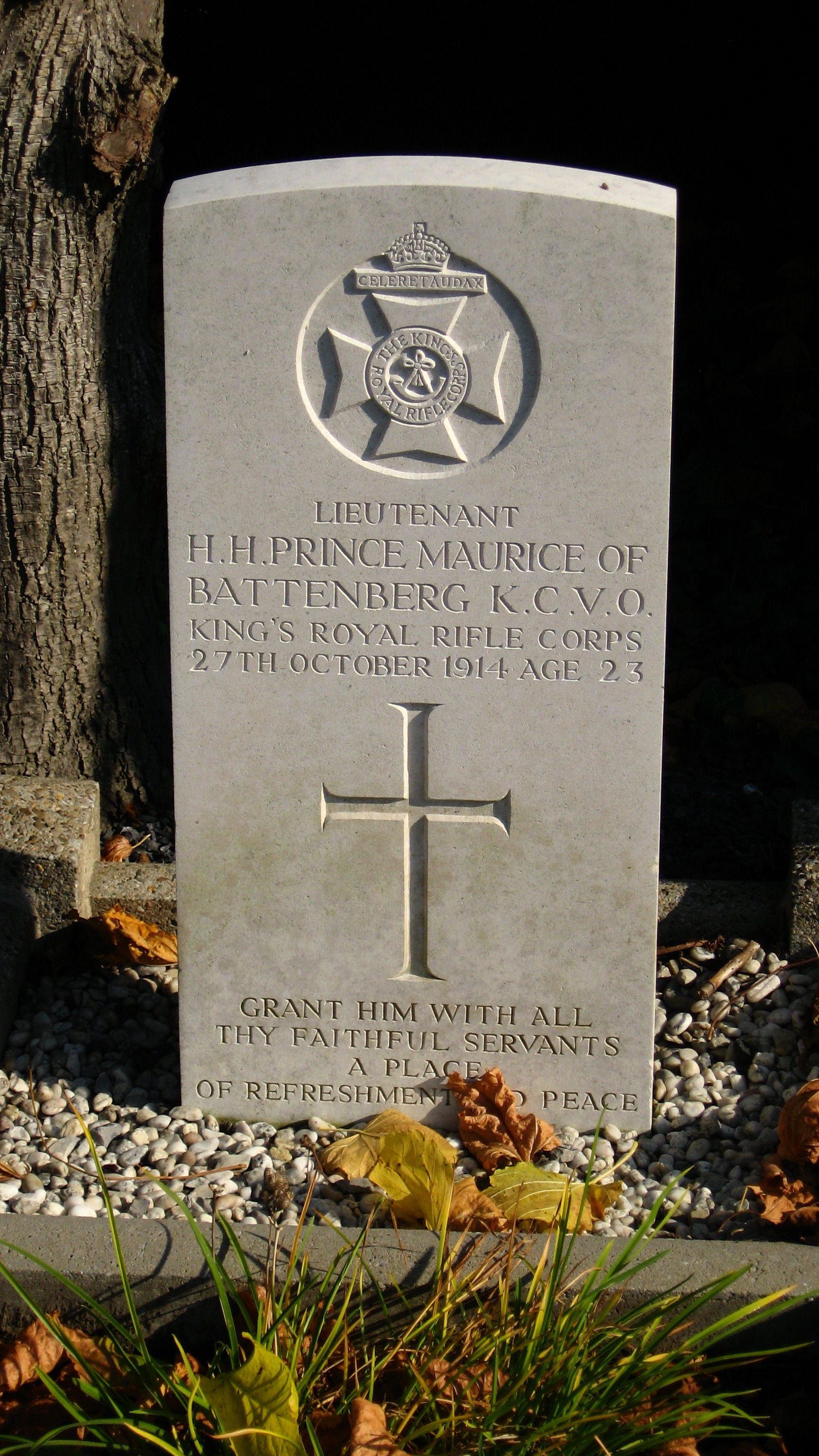
Могила Моріца Баттенберга

Моріц навчався у Wellington College і був членом Benson House. Під час навчання зарекомендував себе як витриманний та слухняний учень. Особливу цікавість виявляв до літератури, географії та історії.
У 1910 році принц Моріс виконав обіцянку, яку дав своєму кузену, і приєднався до 60-го Королівського стрілецького корпусу. Коли почалася Перша світова війна, все три з синів принцеси Беатриса служили в британській армії. На початку війни принцеса отримала лист, у якому її питали, який внесок вона зробить для того, щоб виграти війну. Принцеса Беатриса відповіла, що її чоловік помер на дійсній військовій службі, і що всі три з її синів пішли на фронт 12 серпня 1914 року, всього через вісім днів після того, як Сполучене Королівство оголосило війну.
27 жовтня 1914 року, принц Моріс вів атаку на німецькій лінії фронту в Зоннебеке близько Ипра в бельгійській провінції Західної Фландрії, коли він був смертельно поранений осколками. Сержант взводу спробував запропонувати допомогу пораненому князю, але Моріс помер перш, ніж його люди могли б привести його в більш безпечне місце. Почувши новину, король Георг V, який був першим кузеном принца Моріса, і королева Мері поїхали в Кенсінгтонський палац, щоб втішити принцесу Беатриса. Лорд Кітченер, держсекретар з питань війни, запропонував, щоб тіло принца Моріса повернули до Англії, але принцеса Беатриса відповіла: «Ні, нехай лежать зі своїми товаришами».
Моріц був похований на Іпрському цвинтарі Town Commonwealth War Graves. Меморіальна дошка на нього і його брата Леопольда знаходиться в соборі Вінчестера.

## Титули
- Його Світлість Принц Моріц Баттенберг

## Нагороди
- Лицар-командор Королівського Вікторіанського ордену